# Ralph Grassmann
Ralph Grassmann (* 23. August 1957; † 1. Juli 2008 in Nürnberg) war ein deutscher Virologe und Hochschullehrer an der Friedrich-Alexander-Universität Erlangen-Nürnberg.

## Leben und Wirken
Grassmann studierte Biologie an der Universität Erlangen-Nürnberg. 1982 schloss er sich der Arbeitsgruppe von Herbert Pfister an und schrieb unter dessen Betreuung seine Diplomarbeit. In dieser behandelte er die Genexpression von Papillomviren in verschiedenen Hautkrebsformen. Nach dem Erwerb des Diploms 1985 arbeitete Grassmann am Virologischen Institut der Universität Erlangen-Nürnberg. Unter Betreuung von Bernhard Fleckenstein wurde er dort 1989 mit der Herpesvirus saimiri als selektionierbarer Expressionsvektor für T-Lymphozyten betitelten Arbeit über Herpesviren zum Dr. rer. nat. promoviert. Gemeinsam mit William A. Haseltine widmete sich Grassmann fortan der Erforschung von Retroviren insbesondere von Leukämieviren. Ab 1990 leitete Grassmann in Erlangen eine eigene Forschungsgruppe und erlangte 1993 noch den Titel des Dr. med. habil. 1997 erhielt er den Robert-Koch-Förderpreis. Von 2000 bis zu seinem Tod 2008 hatte Grassmann eine ordentliche Professur für Virologie an der Universität Erlangen-Nürnberg inne und wurde zugleich Forschungsreferent der gesamten Medizinischen Fakultät. Er widmete sich dort vor allem der Erforschung von Retroviren, insbesondere dem HTL-Virus 1.
Grassmann starb am 1. Juli 2008 nach einem rund einjährigen Kampf an Nierenkrebs. Er war verheiratet und Vater von drei Söhnen.